# Norrköpings S:t Olofs församling
Norrköpings S:t Olofs församling är en församling i Linköpings stift inom Svenska kyrkan. Församlingen ingår i Norrköpings pastorat och ligger i Norrköpings kommun. Församlingen är både till medlemsantal och folkmängd stiftets största.
Församlingen omfattar centrala delen av tätorten Norrköping samt Lindö.

## Administrativ historik
Församlingen har medeltida ursprung. Församlingen har burit namnet Sankt Olofs församling, som 1879 ändrades till Sankt Olai församling, som i sin tur 1 maj 1885 ändrades till Norrköpings S:t Olai församling som 2010 ändrades till det nuvarande.
Församlingen utgjorde till 1544 ett eget pastorat för att därefter till 1 maj 1879 bilda pastorat som moderförsamling med Sankt Johannes församling, för åren omkring 1555 till 1570 dock som annexförsamling. 15 augusti 1613 utbröts Norrköpings tyska församling (senare Norrköpings Hedvig) dock inledningsvis utan att vara territoriell församling. Från 1 maj 1879 till 2014 kom Sankt Olofs församling att utgöra ett eget pastorat. 1 maj 1885 utbröts Norrköpings norra församling (senare Norrköpings Matteus) och samtidigt skedde även territoriell uppdelning till Norrköpings Hedvig församling. I församlingen införlivades 2010 Norrköpings Hedvigs och Norrköpings Matteus församlingar. Församlingen ingår sedan 2014 i Norrköpings pastorat.

## Kyrkor
- Sankt Olai kyrka
- Matteus kyrka
- Hedvigs kyrka
- Lindö kapell

## Präster

### Kyrkoherdar
| Ämbetstid | Namn                              | Levnadstid | Övrigt                           |
| --------- | --------------------------------- | ---------- | -------------------------------- |
| 1420      | Jacob                             |            |                                  |
| 1447      | Nicolaus                          |            |                                  |
| 1450–1472 | Petrus (Pedher)                   |            |                                  |
| 1472–1493 | Öijarus Petri                     |            |                                  |
| 1515–1529 | Sveno Henrici                     | -1529      |                                  |
| 1529–     | Petrus Thorberni                  |            |                                  |
| 1542      | Benet Erasmj                      |            |                                  |
| 1544–     | Nicolaus Botuidi (Clawes Botwidi) |            |                                  |
| 1548–     | Håkan Nicolaj                     |            |                                  |
| 1552–1555 | Niels Bruse                       |            |                                  |
| 1555–     | Niels                             |            |                                  |
| 1561–     | Laurentius Andreæ                 |            |                                  |
| 1570–1576 | Petrus Johannis                   |            |                                  |
| 1577–     | Ericus Erici                      |            |                                  |
| 1581      | Johannes                          |            |                                  |
| 1589–1599 | Ericus Olavi                      |            |                                  |
| 1599-1637 | Hans Matthiæ                      | 1570–1637  | Kyrkoherde och kontraktsprost.   |
| 1639–1658 | Claudius Prytz                    | 1585–1658  | Kyrkoherde och kontraktsprost.   |
| 1659–1668 | Johannes Lothigius                | 1604–1668  | Kyrkoherde och kontraktsprost.   |
| 1668–1672 | Johannes Enander                  | 1623–1672  | Kyrkoherde och kontraktsprost.   |
| 1675–1692 | Arvidus Rydelius                  | 1620–1692  |                                  |
| 1692–1724 | Petrus Asp                        | 1667–1726  | Kyrkoherde och kontraktsprost.   |
| 1724–1725 | Hans Andreæ Gädda                 | 1670–1726  |                                  |
| 1727–1732 | Claudius Magni Livin              | 1666–1732  |                                  |
| 1735–1750 | David Evensson                    | 1699–1750  |                                  |
| 1754–1758 | Eric Wallström                    | 1720–1758  |                                  |
| 1773–1790 | Petrus Lagerman                   | 1706–1790  |                                  |
| 1791–1797 | Anders Grönberger (Grönbergh)     | 1738–1797  |                                  |
| 1800–1828 | Johan Lutteman                    | 1750–1828  |                                  |
| 1831–1851 | Nils Jacob Anjou                  | 1781–1851  |                                  |
| 1853–1870 | Herman Rundgren                   | 1819–1906  | Senare biskop i Karlstads stift  |
| 1872–1882 | Bengt Liljeblad                   | 1834–1882  |                                  |
| 1885–1888 | Edvard Rodhe                      | 1845–1932  | Senare biskop i Göteborgs stift. |
| 1890–1906 | Walfrid Sandberg                  | 1836–1906  |                                  |
| 1908–1939 | Josef Sjölund                     | 1866–1938  |                                  |
| 1939–1944 | Ivar Hylander                     | 1900–1982  | Senare biskop i Luleå stift      |
| 1944–1961 | David Lindegård                   |            |                                  |
| 1961–1972 | Knut Blomkvist                    |            |                                  |
| 1972–1979 | Nils Aspegren                     |            |                                  |
| 1979–1983 | Hans Meurling                     |            |                                  |
| 1983–1987 | Lars Lundén                       | 1922–      | [ 8 ]                            |
| 1987–1993 | Gunnar Waerendt                   |            |                                  |
| 1993–2004 | Lars Göransson                    | 1948–      |                                  |
| 2004–     | Pether Broman                     | 1955–      |                                  |

### Förste komministrar
| Ämbetstid | Namn                            | Levnadstid | Övrigt                                        |
| --------- | ------------------------------- | ---------- | --------------------------------------------- |
| 1580–1586 | Benedictus Nicolai Cornukindius | 1555–1610  | Senare kyrkoherde i Odensvi församling.       |
| 1593      | Andreas Olavi                   |            |                                               |
| 1605–1614 | Olavus Andreæ                   | –1620      | Senare kyrkoherde i Kvillinge församling.     |
| 1606      | Nicolaus Petri                  |            | Senare kyrkoherde i Västra Eneby församling.  |
| 1612–1619 | Laurentius Ask                  | –1656      | Senare kyrkoherde i Törnevalla församling.    |
| 1619-1622 | Ericus Ingelli Husbyensis       |            |                                               |
| 1628-1639 | Andreas Normolander             | 1599-1657  | Senare kyrkoherde i Högby församling.         |
| 1639-1644 | Brynolphus Michaëlis            | -1644      |                                               |
| 1645-1650 | Haquinus Jonae                  | -1650      |                                               |
| 1651-1662 | Daniel Folkeri Lincopensis      | -1662      |                                               |
| 1662–1675 | Olavus Bodinus                  | 1625–1691  | Senare kyrkoherde i Västerviks församling.    |
| 1675      | Andreas Lysing                  | 1636–1713  | Senare kyrkoherde i Kvillinge församling.     |
| 1676–1685 | Andreas Arenius                 | 1647–1689  | Senare kyrkoherde i Häradshammars församling. |
| 1685-1690 | Samuel Andreoe Bohlius          | 1648-1690  |                                               |
| 1691–1699 | Johannes Skoug                  | 1666–1704  | Senare kyrkoherde i Furingstads församling.   |
| 1699–1705 | Tobias Collander                | 1666–1730  | Senare kyrkoherde i Skärkinds församling.     |
| 1705–1713 | Johannes Zerl                   | 1677–1748  | Senare kyrkoherde i Ekeby församling.         |
| 1713–1721 | Olof Arén                       | 1683-1726  | Senare komminister i S:t Johannes församling. |
| 1721-1728 | Johan Kylander                  | 1693-1728  |                                               |
| 1729–1738 | Magnus Bangelius                | 1702–1745  | Senare kyrkoherde i Styrestads församling.    |
| 1738–1746 | Nathanael Alfving               | 1707–1762  | Senare kyrkoherde i Björkebergs församling.   |
| 1757      | Johan Tillman                   | 1711-1757  | Död före tillträdet till tjänsten.            |
| 1757–1763 | Petrus Rydstrand                | 1712–1770  | Senare kyrkoherde i Styrestads församling.    |
| 1764–1773 | Olof Wong                       | 1732–1793  | Senare kyrkoherde i Vikingstads församling.   |
| 1774–1783 | Zacharias Juringius             | 1741–1817  | Senare kyrkoherde i Horns församling.         |
| 1784      | Pehr Strömmenberg               |            | Senare kyrkoherde i Björsäters församling.    |
| 1797–1811 | Magnus Samuel Munck             | 1764–1816  | Senare kyrkoherde i Tåby församling.          |
| 1811–1822 | Anders Wallström                | 1770–1854  | Senare kyrkoherde i Högby församling.         |
| 1822–1830 | Johan Fredrik Sandry            | 1781–1847  | Senare kyrkoherde i Gryts församling.         |
| 1830      | Jacob Fredric Arvedson          |            | Senare kyrkoherde i Ringarums församling.     |
| 1839      | Mathias Israel Wikström         |            | Senare kyrkoherde i Gryts församling.         |
| 1849–1864 | Johan Zetterstrand              | 1801–1876  | Senare kyrkoherde i Örberga församling.       |
| 1864–1871 | Christian Ekeborgh              | 1824–1906  | Senare kyrkoherde i Östra Eneby församling.   |
| 1869–1884 | Carl Johan Petersson            | 1828–1900  | Senare kyrkoherde i Klockrike församling.     |
| 1887-     | Robert Johansson                | 1849-      |                                               |

### Andre komministrar
Tjänsten som andre komminister inrättades 1854.
| Ämbetstid | Namn                 | Levnadstid | Övrigt                                      |
| --------- | -------------------- | ---------- | ------------------------------------------- |
| 1883      | Anders Daniel Borg   |            | Senare förste komminister i församlingen.   |
| 1859–1864 | Christian Ekeborgh   | 1824–1906  | Senare kyrkoherde i Östra Eneby församling. |
| 1862–1869 | Carl Johan Petersson | 1828–1900  | Senare kyrkoherde i Klockrike församling.   |
| 1870      | Isak Danell          |            | Senare kyrkoherde i Västerlösa församling.  |
| 1885-1887 | Robert Johansson     | 1849-      | Senare förste komminister i församlingen.   |
| 1887-1895 | Otto Alfred Ottander | 1842-      | Senare kyrkoherde i Östervåla församling.   |
| 1895-     | Peter Davidson       | 1848-      |                                             |

### Tredje komministrar
Tjänsten som tredje komminister inrättades 1864. Tjänsten flyttades 1885 till Norrköpings Norra församling, då den bildades.
| Ämbetstid | Namn          | Levnadstid | Övrigt                                 |
| --------- | ------------- | ---------- | -------------------------------------- |
| 1874-1885 | Axel Svensson | 1840–1923  | Senare kyrkoherde i Motala församling. |

## Organister
| Verksam   | Namn                         | Levnadstid | Övrigt                   |
| --------- | ---------------------------- | ---------- | ------------------------ |
| 1614–1615 | Peter                        |            |                          |
| 1618      | Claes                        |            |                          |
| 1620      | Caspar                       |            |                          |
| 1629–1641 | Elias Decker                 | -1641      |                          |
| 1642–1645 | Michael Hartenbeck den äldre | 1618-1650  |                          |
| 1645–1655 | Hindrich Crumbein            | -1680      | Organist och gästgivare. |
| 1665–1667 | Johan Casper Kämpfer         | –1667      |                          |
| 1667–1675 | Olof Henriksson Sylvius      |            |                          |
| 1676–     | Richard Henriksson Sylvius   |            |                          |
| 1680–1687 | Johann Kaspar Schultz        | -1697      |                          |
| 1687–1689 | Johan Wentzlow               | –1689      |                          |
| 1689–1712 | Christian Sparschuch         | –1712      |                          |
| 1712-1714 | Erik Sparschuch              | 1695-1714  |                          |
| 1714-1719 | Johan Sparschuch             | 1699–1781  | Vikarie Johan Thun 1714– |
| 1776–1805 | Friederich Steinchen         | –1805      |                          |
| 1805–1823 | Carl Magnus Edlund           | –1823      | (Vikarie 1797–1805)      |
| 1823–1824 | Johan Hellström              |            | Vikarie                  |
| 1824–1868 | John Hallberg                | –1868      |                          |
| 1868–1869 | Melcher Lindgren             |            | Vikarie                  |
| 1869–1923 | Adolf Löfvén                 | 1843–1925  |                          |
| 1959–1964 | Sven Olof Bernhard Dahlberg  | 1930–      | Organist.                |